# Valdir Araújo de Sousa
Valdir Araújo de Sousa, mais conhecido apenas como Valdir (Salvador, 29 de abril de 1941) é um ex-futebolista e ex-treinador brasileiro, que atuava como meia ou atacante.

## Carreira
No início de sua carreira, Valdir atuou no Fluminense, onde realizou poucas, porém, boas atuações. Dessa forma, despertou o interesse de vários clubes, até que, no verão de 1963, viajou para a Europa, rumo a Cidade do Porto.
Chegou ao Porto na temporada de 1963–64, permanecendo nas Antas até ao final da temporada 1965–66.
Apesar de ter chegado em uma época que o Porto não conquistara nenhum título, Valdir ficou ligado à história dos Dragões, já que foi um dos titulares na equipe que obteve a primeira vitória em competições europeias, quando o Porto recebeu, no Estádio das Antas, o Lyon, vencendo por 3–0, na temporada de 1964–65. Ainda nessa mesma temporada, só que pelo Campeonato Português, Valdir foi o artilheiro portista no torneio nacional, marcando 10 tentos em 12 partidas.
Na temporada de 1966–67 transferiu-se para o Varzim, regressando ao Porto na temporada de 1967–68, temporada esta que foi sua quarta e última pelos Dragões, já que voltou ao clube poveiro no ano seguinte. Ao todo, somando as quatro temporadas em que defendeu o Porto, Valdir marcou 28 gols em 37 jogos.
Permaneceu no Varzim até a temporada de 1970–71, quando transferiu-se para as terras ao sul de Portugal, mais precisamente para o Algarve. Pelo que tudo indicou, o sul português o agradou, pois, com exceção da temporada de 1975–76 quando voltou a Cidade do Porto para defender o Salgueiros, Valdir sempre jogou por clubes algarvios. Primeiro o Farense, depois passou por Silves, Esperança de Lagos e Lusitano VRSA. Nesse último, assumiu a função de jogador-treinador na temporada de 1977–78, levando o clube de Vila Real de Santo António ao Campeonato Nacional de Seniores, correspondente à terceira divisão do Campeonato Português.
No fim da temporada de 1978–79, encerrou sua carreira de futebolista.

## Títulos

### Como jogador-treinador
Lusitano VRSA
- Liga Regional do Algarve: 1977–78

## Campanhas de destaque

### Como jogador
Porto
- Campeonato Português: 1964–65 (vice-campeão)